# Konvicted
Konvicted é o segundo álbum de estúdio do cantor senegalês de hip hop e R&B Akon. Foi originalmente lançado em 14 de novembro de 2006. O álbum conta com participação de famosos artistas como Eminem, Snoop Dogg, Plies, Styles P e T-Pain. Seus principais singles foram "Smack That", "I Wanna Love You" e "Don't Matter".
O álbum alcançou a posição de número #2 da Billboard 200, vendendo mais de 284 mil cópias. O álbum foi capaz de permanecer por 28 semanas consecutivas, mas finalmente a cair lentamente. Em sua sexta semana, quebrou a marca de 1 milhão de cópias, apesar de ter sido certificado por disco de platina duas semanas depois. Na décima semana tinha um total de 1.3 milhões de cópias vendidas. Conseguiu vender ao total, 3 milhões de unidades.

## Faixas
| N.º | Título                              | Produtor(es)     | Duração |  |
| 1.  | "Shake Down"                        | Giorgio Tuinfort | 3:52    |  |
| 2.  | "Blow Away (com Styles P.)"         | Giorgio Tuinfort | 3:29    |  |
| 3.  | "Smack That (com Eminem)"           | Eminem           | 3:37    |  |
| 4.  | "I Wanna Love You (com Snoop Dogg)" | Akon             | 4:07    |  |
| 5.  | "The Rain"                          | Akon             | 3:27    |  |
| 6.  | "Never Took the Time"               | Akon             | 3:57    |  |
| 7.  | "Mama Africa"                       | Akon             | 4:26    |  |
| 8.  | "I Can't Wait (com T-Pain)"         | Akon             | 3:46    |  |
| 9.  | "Gangsta Bop"                       | Akon             | 4:07    |  |
| 10. | "Tired of Runnin'"                  | Akon             | 4:33    |  |
| 11. | "Once In a While"                   | Akon             | 3:57    |  |
| 12. | "Don't Matter"                      | Akon             | 4:52    |  |

Faixa bônus (Brasil, Reino Unido e Estados Unidos)
| Lista de faixas |                                                     |                |         |  |
| N.º             | Título                                              | Produtor(es)   | Duração |  |
| 13.             | "Sorry, Blame It on Me"                             | Clinton Sparks | 4:57    |  |
| 14.             | "Rush"                                              | Akon           | 4:02    |  |
| 15.             | "Don't Matter" (Calypso Remix)                      | Akon           | 5:30    |  |
| 16.             | "Gringo"                                            | Akon           | 4:30    |  |
| 17.             | "I Wanna Love You (Clean Version) (com Snoop Dogg)" | Akon           | 4:07    |  |

Faixa bônus (Brasil)
| Lista de faixas |          |               |         |  |
| N.º             | Título   | Produtor(es)  | Duração |  |
| 16.             | "Lonely" | Akon, Disco D | 3:57    |  |

Faixa bônus (Estados Unidos)
| Lista de faixas |                                                             |         |  |
| N.º             | Título                                                      | Duração |  |
| 18.             | "Struggle Everyday"                                         | 4:16    |  |
| 19.             | "I Wanna Love You (Remix)" (com Snoop Dogg e Tego Calderon) | 4:35    |  |
| 20.             | "Fair To You"                                               | 3:21    |  |
| 21.             | "Still Alone"                                               | 2:46    |  |
| 22.             | "Mama Africa" (Live)                                        | 4:45    |  |
| 23.             | "Wanna Love You" (Live)                                     | 4:37    |  |

## Paradas musicais e certificações
| Paradas (2006)                                | Melhor posição | Certificações | Vendas      |
| --------------------------------------------- | -------------- | ------------- | ----------- |
| Estados Unidos Billboard 200                  | 2              | 3× Platina    | 2.830.000 + |
| Estados Unidos Billboard Comprehensive Albums | 2              | 3× Platina    | 2.830.000 + |
| Estados Unidos Billboard Internet Albums      | 2              | 3× Platina    | 2.830.000 + |
| Estados Unidos Billboard R&B/Hip-Hop Albums   | 2              | 3× Platina    | 2.830.000 + |
| Reino Unido UK Albums Chart                   | 16             | Platina       | 410.000 +   |
| Austrália ARIA Charts                         | 16             | Platina       | 70.000 +    |
| Austrália Australian Urban Albums Chart       | 3              | Platina       | -           |
| Bélgica Belgian Albums Chart                  | 33             | -             | -           |
| Brasil ABPD                                   | -              | Platina       | 250.000 +   |
| Canadá Canadian Albums Chart                  | 4              | 2× Platina    | 200.000 +   |
| Chéquia Czech Albums Chart                    | 23             | -             | -           |
| Dinamarca Danish Albums Chart                 | 31             | -             | -           |
| França SNEP                                   | 7              | -             | 118.000 +   |
| Irlanda Irish Albums Chart                    | 12             | Platina       | -           |
| Japão Japanese Albums Chart                   | 18             | -             | 58.600 +    |
| Nova Zelândia New Zealand Albums Chart        | 1              | 2× Platina    | 30.000 +    |
| Suécia Swedish Albums Chart                   | 41             | -             | -           |
| Suíça Swiss Albums Chart                      | 23             | Ouro          | 15.000 +    |

| Críticas profissionais | Críticas profissionais |
| Avaliações da crítica  | Avaliações da crítica  |
| Fonte                  | Avaliação              |
| ---------------------- | ---------------------- |
| All Music Guide        | link                   |
| Entertainment Weekly   | (B) link               |
| Robert Christgau       | 3 de 3 estrelas.       |
| Rolling Stone          | link                   |
| Spin Magazine          | link                   |
| USA Today              | link                   |